# Kamilla Sotero
Kamilla Morais Sotero (Belo Horizonte, 25 de agosto de 1994), mais conhecida como Kamilla, é uma futebolista profissional brasileira que atua como atacante. Participou da temporada de 2018 pelo Corinthians, quando o clube se sagrou campeão nacional.

## Carreira
Em 2015, passou por uma seleção do Rio Preto e se tornou jogadora profissional. Neste ano, seu clube venceu o Campeonato Brasileiro de Futebol Feminino.
Kamilla jogou no Iranduba em 2017, onde foi considerada destaque no Campeonato Amazonense de Futebol Feminino, vencido por seu time.
No Corinthians, em que atuou na vitoriosa temporada do Campeonato de 2018. No time paulista, também jogou o Campeonato Paulista de 2018. Foi anunciada no clube no fim de 2017 e jogou até o fim de 2018.
Na temporada de 2019, atuou pelo Ferroviária.[carece de fontes?]

### Seleção brasileira
A atacante estreou na Seleção Brasileira em julho de 2017.

## Biografia
Antes de se tornar jogadora de futebol, Kamilla trabalhou como caixa em um restaurante, em Belo Horizonte. Tem uma filha, Kamilly, nascida quando Kamilla tinha 16 anos.
Sobre sua atuação no futebol, disse em 2017:
| “ | Eu era mais uma menina de favela, que jogava descalça e brincava com os meninos. Nunca pensei que ia passar disso. Nem sabia que existia futebol fora daquele lugar. Sabia que existia Marta, claro, mas não sabia que havia outros times no Brasil. Por isso nunca levei a sério. Pouco antes de ficar grávida, fui convidada para jogar futebol em São Paulo. Vi que não daria para levar adiante, porque, logo em seguida, fiquei grávida. Tive que descartar essa oportunidade. Nesse período, desisti de tudo. | ” |